# Aquavit

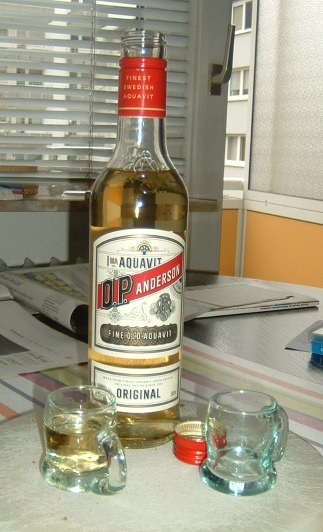
Schwedischer Aquavit

Aquavit, auch Akvavit, (lateinisch aqua vitae ‚Wasser des Lebens, auch Lebenswasser, genannt auch „gebranntes Wasser“‘) ist ein alkoholischer, destillierter Auszug und seit dem Mittelalter eine pharmazeutische Bezeichnung für Branntwein oder Weingeist. Frühneuzeitliche Autoren des Aqua-vitae-Schrifttums waren vor allem Taddeo Alderotti, Gabriel von Lebenstein und Michael Puff. In Norwegen wurde der Aquavit im 16. Jahrhundert zum ersten Mal als gewürzter Branntwein schriftlich erwähnt. In Norwegen und Dänemark wird Aquavit traditionell mit Kümmel versetzt.
Ab der frühen Neuzeit wird damit meist ein mit Gewürzen aromatisierter Branntwein bezeichnet, so z. B. auch Whiskey. Die klare bis goldgelbe Spirituose wird unter Verwendung von Kümmel und Dillsamen hergestellt und stammt ursprünglich aus Skandinavien.
Aquavit wird aus hochrektifiziertem, sehr reinem (96 Vol-%), fast geschmacksneutralem Agraralkohol, z. B. aus Getreide oder Kartoffeln, hergestellt. Dazu wird dieser nach dem Destillieren (Brennen) mit Wasser, Kümmel, Dillsamen (Dillfrüchte) oder einer markenspezifischen Gewürzmischung wie Koriander, Fenchel, Zimt oder Nelken versetzt. Die Zusammensetzung der jeweiligen Gewürzmischung bestimmt den Charakter der einzelnen Marken.
Bei der Destillation werden der Vor- und Nachlauf wegen der enthaltenen Verunreinigungen abgeschieden. Um das gewürzte Destillat auf Trinkstärke herabzusetzen, wird destilliertes oder demineralisiertes Wasser zugegeben. Dieses Rohprodukt verbringt anschließend einige Zeit im Reifelager, um die Inhaltsstoffe Bindungen eingehen zu lassen und den Geschmack abzurunden. Hochwertiger Aquavit reift in Holzfässern heran. Teilweise werden dabei auch gebrauchte Sherryfässer wiederbefüllt. 
Die Marke Linie-Aquavit reift zunächst 12 Monate in Sherryfässern an Land. Danach werden die Fässer auf Autotransportschiffe der Reederei Wallenius Wilhelmsen Logistics verladen und mindestens vier Monate transportiert. Dabei wird der Äquator (= Linie) mind. zweimal überquert.
Aquavit muss einen Mindestalkoholgehalt von 37,5 Volumenprozent aufweisen. Die Beigabe weiterer würzender Stoffe (u. a. Zucker bis zu 0,5 g/100 ml des Fertigerzeugnisses) ist zugelassen, nicht jedoch die Zugabe von ätherischen Ölen; der Extraktgehalt darf 1,5 % nicht übersteigen. Der Kümmelgeschmack muss vorherrschend sein. Er wird in Deutschland – je nach Marke – oft, aber nicht immer eiskalt in einem möglichst vorgekühlten Schnapsglas getrunken, in Skandinavien hingegen meist bei Zimmertemperatur.
Bekannte Marken sind unter anderem Bommerlunder, Malteserkreuz Aquavit, Linie-Aquavit und Aalborg Akvavit. Norddeutsche Kümmelbranntweine werden regional auch als Köm bezeichnet. Eine Variante von Kümmelschnaps oder Kümmellikör ist der lettische Allasch. Dem Aquavit ähnlich ist auch der isländische Brennivín.